# Costalader

Die Costalader („C“) als Vorderkante des Flügels

Die Costalader oder kurz Costa (lat. costa: Rippe) ist eine Längsader in der Flügeladerung der Insekten. Sie stellt die Vorderkante des Flügels dar und zugleich die vorderste und namensgebende Ader des Costalfeldes, des größten Flügelfeldes der Insekten. Unterhalb der Costalader liegt die Subcostalader, beide können durch eine Querader verbunden sein. Am Ansatz zum Thorax des Tieres ist die Costalader bei allen Insekten mit dem Humeralsklerit verbunden.